# Bajo el alma
Bajo el alma es una telenovela mexicana realizada por la empresa TV Azteca, promocionada como la primera telenovela original de Azteca 7, propiedad de dicha empresa. Dicha telenovela marcaría nuevamente la introducción y emisión de telenovelas y espectáculos al canal 7, no solamente en el 13 (habitualmente). La historia tiene como productores al también actor Bruno Bichir y a Jorge Contreras. Es protagonizada por Matías Novoa y Bárbara de Regil, con las actuaciones de Ari Telch, Lía Ferré, y el regreso de Juan Manuel Bernal y Roberto Sosa, en el lado antagónico. Acompañados por los primeros actores Claudia Lobo, Javier Díaz Dueñas, Alma Delfina, y la presentación de Carlos Aragón tras haber estado en Televisa.

## Sinopsis
Diego Cavazos es parte de una de las familias mexicanas más poderosas de la Ciudad de México, los Quiroz, pero no posee dicho apellido tras la muerte de su hermano Patricio, quien fallece en un incendio hace tres años, tomando la decisión de irse a la selva y perder todo contacto con su familia. Tras haber estado en la selva ayudando a personas de escasos recursos, y al no poder enfrentar la muerte de su hermano, regresa tras enterarse de que su padre, Mario Quiroz, quiere vender Vitalab, empresa que el abuelo de Diego, heredó a su madre y que por desgracia, quedó a cargo de Quiroz.
Por otro lado, Giovanna Negrete es una joven que trabaja como empacadora en Vitalab, para ayudar económicamente a sus padres y para mantener a sus hermanos. Trata de hacer lo que sea para que sus compañeras de trabajo reciban un buen trato, haciendo escándalo o trabajando extra, dispuesta a llegar a sus convicciones. Por desgracia, es perseguida por un pasado doloroso, un amor del pasado la persigue, Bravo, hombre que estuvo preso por un evento que marco la vida de la familia Negrete.
Tras la llegada de Diego a Vitalab, la vida de Givoanna da un giro inesperado, uniéndolos a un amor profundo, pero habrá personas como obstáculo, que tratarán de separarlos.

## Elenco
- Matías Novoa - Diego Cavazos / Diego Quiroz
- Bárbara de Regil - Giovanna Negrete
- Ari Telch - Mario Quiroz
- Juan Manuel Bernal - Armando Bravo
- Roberto Sosa - Mario "el alacrán"
- Lía Ferré - Natividad
- Claudia Lobo - Sofía de Quiroz
- Alma Delfina - Concepción de Negrete
- Carlos Aragón - Pedro Negrete
- Javier Díaz Dueñas - Ignacio
- Paulette Hernández - Carlota Quiroz
- Pía Watson - Roberta Quiroz
- Ricardo Esquerra - Jesús Negrete
- María Rebeca - Monserrat
- Sergio Bonilla - Emiliano
- Jorge Eduardo - Jorge Negrete
- Amanda Araiz - Gabriela Negrete
- Emilio Guerrero - Amado
- Ramiro Torres - Gachito
- Marilú Bado - Leticia
- Gabriela Barajas - Dayami
- Bernardo Benítez - Chalino
- Diana Leín - Rafaela
- Alberto Zeni - Raúl
- Joaquín Cazals - Iván
- Amorita Rasgado - Lorena
- Germán Girotti - Darío
- Luis Romano - Barman
- Denise Marion - Denisse
- Marcelo Buquet - Claudio
- Socorro Miranda - Emilia
- María Alejandra Molina - Caridad
- María Gelia - Doña Remedios
- Flor Payán - Vanessa
- Ricardo Palacio - Perkins
- Ivonne Zurita - Erika
- Flor Edwarda Gurrola - Luisa
- JuanMa Muñoz - El Argentino
- Gabriel Esparza - Octavio

## Cambio de horario
Tras el estreno de la telenovela, su horario había quedado de 22:30 a 23:30 pero a las dos semanas de emisión, se determinó que fuera movida de 23:30 a 00:00 , restándole media hora a la trama. Esto causó también, que la serie española El internado, que estaba emitiendo sus últimas tres temporadas a las 23:30 , fuera movida a las 00:00. El 13 de octubre de 2011, la telenovela volvió a tener una hora de duración, ya que El internado, terminó de emitir su última temporada.

### TV Adicto Golden Awards
| Año  | Categoría            | Nominada     | Resultado |
| ---- | -------------------- | ------------ | --------- |
| 2012 | Mejor Primera Actriz | Alma Delfina | Ganadora  |